# Panamerikanische Spiele 2011/Leichtathletik – 3000 m Hindernis der Frauen
Der 3000-Meter-Hindernislauf der Frauen bei den Panamerikanischen Spielen 2011 fand am 28. Oktober im Telmex Athletics Stadium in Guadalajara statt.
Zwölf Läuferinnen aus zehn Ländern nahmen an den Lauf teil. Die Goldmedaille gewann Sara Hall nach 10:03,16 min, Silber ging an Ángela Figueroa mit 10:10,14 min und die Bronzemedaille sicherte sich Sabine Heitling mit 10:10,98 min.

## Rekorde
Vor dem Wettbewerb galten folgende Rekorde:
| Weltrekord        | Gulnara Galkina | 8:58,81 min | Olympische Spiele 2008 in Peking, Volksrepublik China | 17. August 2008 |
| Rekord der Spiele | Sabine Heitling | 9:51,13 min | Panamerikanische Spiele in Rio de Janeiro, Brasilien  | 28. Juli 2007   |

## Ergebnis
28. Oktober 2011, 16:35 Uhr
| Platz | Athletin         | Land               | Zeit (min)  |
| ----- | ---------------- | ------------------ | ----------- |
|       | Sara Hall        | Vereinigte Staaten | 10:03,16    |
|       | Ángela Figueroa  | Kolumbien          | 10:10,14    |
|       | Sabine Heitling  | Brasilien          | 10:10,98    |
| 4     | Mason Cathey     | Vereinigte Staaten | 10:19,10    |
| 5     | Sara Prieto      | Mexiko             | 10:23,22 PB |
| 6     | Sandra López     | Mexiko             | 10:34,90    |
| 7     | Yoni Ninahuaman  | Peru               | 11:00,30    |
| 8     | Zuna Portillo    | El Salvador        | 11:18,40    |
| 9     | Marlene Acuña    | Ecuador            | 11:24,12    |
| 10    | Evonne Marroquin | Guatemala          | 11:50,31    |
| 11    | Hilaria Patzy    | Bolivien           | 11:56,42    |
|       | Beverly Ramos    | Puerto Rico        | DNF         |